# Heterodonta
 Heterodonta je podrazred školjkaša.

## Infrarazredi i porodice
1. Infraordo Archiheterodonta Giribet, 2007.
2. Infraordo Euheterodonta
3. Familia Lipanellidae Sánchez, 2005.